# Brookmeyer
Brookmeyer è un album di Bob Brookmeyer pubblicato nel 1957 dalla Vik Records.
Pubblicato di nuovo nel 1983 come Bobby Brookmeyer and His Orchestra con gli stessi brani.
Nel 1998 la BMG Records (RCA Victor Records) fece uscire su CD l'album con gli stessi (nove) brani.

## Tracce
Lato A
1. Oh, Jane Snavely – 3:10 (Bob Brookmeyer) – Registrato al "Webster Hall" di New York City il 19 settembre 1956
2. Nature Boy – 7:06 (Eden Ahbez) – Registrato al "Webster Hall" di New York City il 9 ottobre 1956
3. Just You, Just Me – 2:42 (Raymond Klages, Jesse Greer) – Registrato al "Webster Hall" di New York City il 19 settembre 1956
4. I'm Old Fashioned – 2:54 (Jerome Kern, Johnny Mercer) – Registrato al "Webster Hall" di New York City il 9 ottobre 1956
5. Gone Latin – 3:01 (Bob Brookmeyer) – Registrato al "Webster Hall" di New York City il 15 ottobre 1956

Lato B
1. Zing Went the Strings of My Heart – 6:28 (James F. Hanley) – Registrato al "Webster Hall" di New York City il 15 ottobre 1956
2. Big City Life – 4:09 (Bob Brookmeyer) – Registrato al "Webster Hall" di New York City il 9 ottobre 1956
3. Confusion Blues – 4:15 (Bob Brookmeyer) – Registrato al "Webster Hall" di New York City il 15 ottobre 1956
4. Open Country – 6:09 (Bob Brookmeyer) – Registrato al "Webster Hall" di New York City il 19 settembre 1956

## Musicisti
Nei brani A1, A3 & B4
- Bob Brookmeyer - trombone a pistoni
- Al DeRisi - tromba
- Bernie Glow - tromba
- Joe Ferrante - tromba
- Louis Oles - tromba
- Al Cohn - sassofono tenore
- Al Epstein - sassofono tenore
- Eddie Wasserman - sassofono tenore
- Sol Schlinger - sassofono baritono
- Hank Jones - pianoforte
- Buddy Jones - contrabbasso
- Osie Johnson - batteria

Nei brani A2, A4 & B2
- Bob Brookmeyer - trombone a pistoni, pianoforte
- Bernie Glow - tromba
- Nick Travis - tromba
- Joe Singer - french horn
- Don Butterfield - tuba
- Al Cohn - clarinetto, sassofono alto
- Al Epstein - sassofono baritono
- Milt Hinton - contrabbasso
- Osie Johnson - batteria

Nei brani A5, B1 & B3
- Bob Brookmeyer - trombone a pistoni
- Gene Quill - sassofono alto
- Al Cohn - sassofono tenore
- Sol Schlinger - sassofono baritono
- Hank Jones - pianoforte
- Milt Hinton - contrabbasso
- Osie Johnson - batteria